# 考隆山

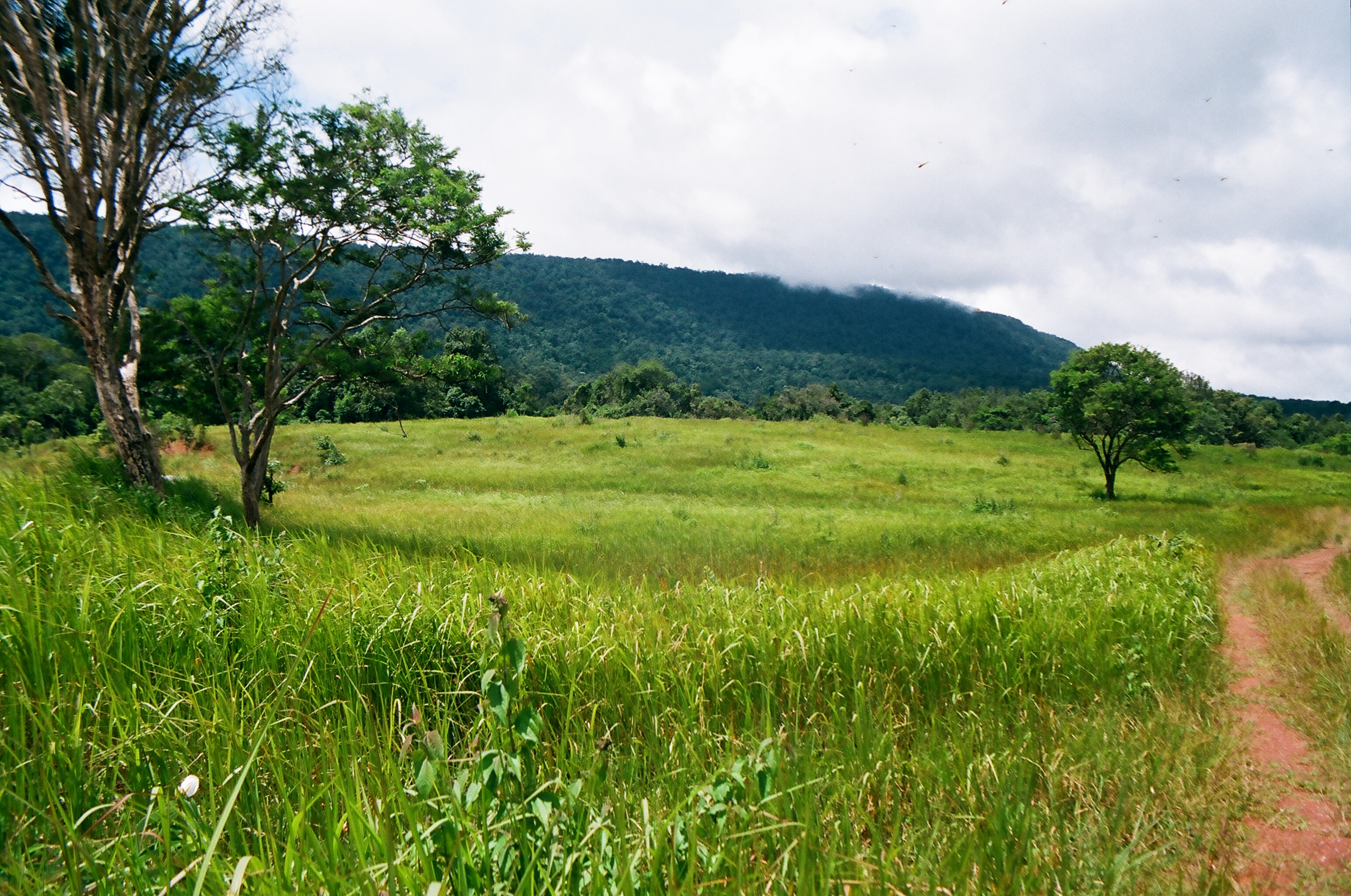

考隆山 (泰語: เขาร่ม) 是泰國那空叻差是瑪府得一座山峰，海拔1,351公尺高（4,432 英尺）。它是山甘烹山脈的最高峰，位於泰國東部地區和依善地區之間。
與山甘烹山脈的大部分地區一樣，考隆山是考艾國家公園的一部分。 這裡有一座前美軍雷達站，現由泰國皇家軍隊運營並守衛。雖然考隆山的最高點不對公眾開放，但入口附近有一個觀景點，天氣晴朗時可以欣賞到周圍美麗的景色。
在茂密的灌木叢和靠近狹窄森林小路的低矮樹枝的葉子下常可見到螞蟥。